# Jaime Graça
Jaime da Silva Graça (* 10. Januar 1942 in Setúbal; † 28. Februar 2012 in Lissabon) war ein portugiesischer Fußballspieler.

## Werdegang
Graça begann seine sportliche Laufbahn bei Vitória Setúbal. 1966 wechselte er zu Benfica Lissabon. Mit Benfica wurde er 1966/67, 1967/68, 1968/69, 1970/71, 1971/72, 1972/73 und 1974/75 portugiesischer Meister und gewann in den Saisonen 1968/69, 1969/70 und 1971/72 drei Mal die Taça de Portugal. In der Saison 1967/68 stand er mit Benfica im Finale des Europapokal der Landesmeister. Bei der 1:4-Niederlage gegen Manchester United erzielte er das Ausgleichstor zum 1:1.
Er bestritt zwischen 1965 und 1972 36 Länderspiele und erzielte dabei vier Tore.